# Executive Order 13769
Executive Order 13769 (eller Protecting the Nation From Foreign Terrorist Entry Into the United States) er et præsidentielt dekret, der blev udstedt af USA's præsident Donald Trump 27. januar 2017. Dekretet forbyder, at der i de følgende tre måneder udstedes visum til personer, der er statsborgere i Iran, Irak, Libyen, Somalia, Sudan og Yemen, mens flygtninge fra Syrien er forment adgang på ubestemt tid og flygtninge fra andre lande forhindres indrejse i fire måneder. Der har dog ikke siden 2001 været terrorangreb i USA med dødelig udgang, hvor der har deltaget personer fra disse lande.
Executive Order 13769 blev ophævet og erstattet af Executive Order 13780.

## Indhold og formål
Ifølge  Trump er formålet med forbuddet at forhindre adgang for "radikale, islamistiske terrorister". Trump har desuden også udtalt "Vi ønsker kun dem, som vil støtte vores land og elske vores folk".
Personer med dobbelt statsborgerskab er som udgangspunkt også dækket af dekretet, men efterfølgende fik personer, der er statsborgere i både Storbritannien og et af de syv lande lov til at rejse ind i USA, hvis de ikke er afrejst fra et af de syv lande, men fra f.eks. London. Dagen efter kom det frem, at danske statsborgere med dobbelt statsborgerskab også kan få lov til at rejse til USA. Ifølge Danmarks Statistik ville et indrejseforbud have berørt 57.374 personer.

## Juridisk efterspil
En uges tid efter, at dekretet blev vedtaget, besluttede en føderal dommer i Seattle, Washington at indføre et landsdækkende stop for dekretet, med den påstand, at dekretet strider mod USA's forfatning, fordi forslaget kun rammer muslimer. Det Hvide Hus kalder denne beslutning "skandaløs" og kalder dekretet både "lovligt og passende".
Det føderale justitsministerium appellerede denne afgørende til en appeldomstol, men fik ikke lov til at genindføre det, mens sagen kører i retssystemet,  hvilket det føderale justitsministerium havde ønsket. Afgørelsen fra appeldomstolen The 9th U.S. Circuit Court of Appeals i San Francisco kom 9. februar. Den vedtog ved enstemmighed (3-0), at suspenderingen af dekretet fortsat stod ved magt. De deltagende dommere i denne sag var Richard Clifton, William Canby og Michelle Friedland. Dommen kan ankes til Højesteret Trump kalder domstolens beslutning for "politisk" og har den opfattelse, at han har ret til at indføre et indrejseforbud. Af de tre dommere er de to udpeget af en demokratisk præsident, men den sidste er valgt af en republikansk præsident.
En føderal dommer i New York besluttede 28. januar 2017 at lade 100-200 personer, som er blevet tilbageholdt i amerikanske lufthavne, og som er ankommet efter dekretets ikrafttræden og som har gyldigt visum, blive i USA indtil videre.
Trump overvejede på et tidspunkt at lave et nyt dekret, så indrejseforbuddet kan genindføres. Dette blev vurderet til at kunne ske i begyndelsen af uge 7, 2017.

## Reaktioner
Der er været adskillige reaktioner fra hele verden i kølvandet på dette dekret:
- Amerikanske menneskerettighedsgrupper har lagt sag an mod dekretet, da de påstår, at personer fra de ramte lande er blevet ulovligt tilbageholdt, selvom de havde sikret sig et visum.[16]
- Den iranske regering kalder dekretet en "åben fornærmelse af den muslimske verden og den iranske nation" og "illegalt, ulogisk og en krænkelse af folkeretten" og lover både juridisk og politisk gengældelse.[17]
- I Storbritannien var der ønsker om, at Theresa May skulle aflyse Donald Trumps besøg, der er planlagt til sommeren 2017. Der er blevet oprettet en underskriftindsamlign på Det britiske parlaments hjemmeside, hvor regeringen vil forholde sig til underskriftindsamingen, hvis der kommer mere end 10.000 underskrifter. Parlamentet diskuterer sagen 20. februar 2017.[18][19]
- Skuespilleren Taraneh Alidoosti, der er med i The Salesman, der er nomineret til en Oscar i 2017, bliver væk fra prisuddelingen i protest over, at filmens instruktør, Asghar Farhadi, som følge af dekretet nægtes adgang til USA og dermed også til priuddelingen.[20]
- Ifølge FN's højkommissær for menneskerettigheder, Zeid Ra'ad al Hussein, er det i strid med folkeretten at nægte folk adgang alene på baggrund af nationalitet.[21]